# Sturnus vulgaris
Lo storno comune (Sturnus vulgaris Linnaeus, 1758) è un uccello passeriforme appartenente alla famiglia Sturnidae, originario dell'Eurasia, ma introdotto in tutti i continenti tranne che in America meridionale e in Antartide.

## Descrizione
Lo storno è lungo circa 20 cm o poco più, ha un'apertura alare di circa 35 cm e pesa dai 70 ai 90 g. Il suo piumaggio in estate è nero lucente con riflessi metallici violacei e verdi con le punte delle piume bianche, mentre in inverno il nero diventa meno brillante, i riflessi si attenuano e le punte bianche diventano più evidenti. Il becco è aguzzo, giallognolo in estate, bruno in inverno, le zampe sono rossastre, la coda corta. L'unico carattere che differenzia i sessi è una macchia sulla base del becco che è azzurra nei maschi, rossastra nelle femmine. Lo storno è anche un ottimo imitatore e spesso copia i canti o i suoni di altri uccelli e animali (es.: i richiami delle rane, capre e gatti) o anche dei suoni meccanici. In cattività può essere addestrato a imitare i suoni umani.

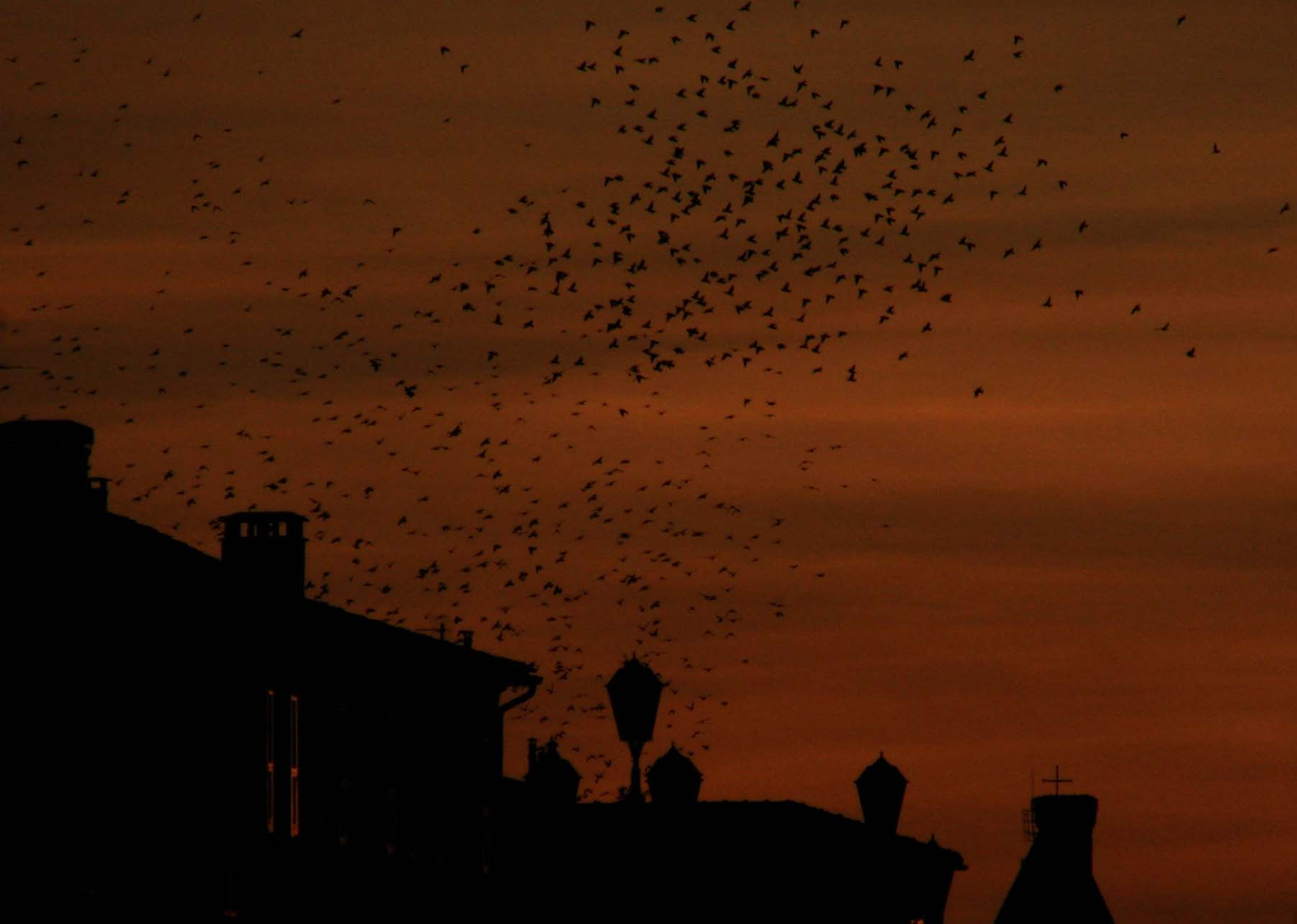
Storni che raggiungono i propri nidi al tramonto

## Distribuzione e habitat
Lo storno è originario dell'Eurasia e dell'Africa settentrionale, ma è stato introdotto dall'uomo anche in Nordamerica e in Australia dove, grazie alla sua adattabilità, si è ambientato perfettamente. Vive nelle campagne, ma anche nelle città e nei villaggi. Durante l'estate predilige luoghi che presentino cavità per nidificare. È stato inserito nell'elenco delle 100 specie invasive più dannose al mondo.

## Biologia

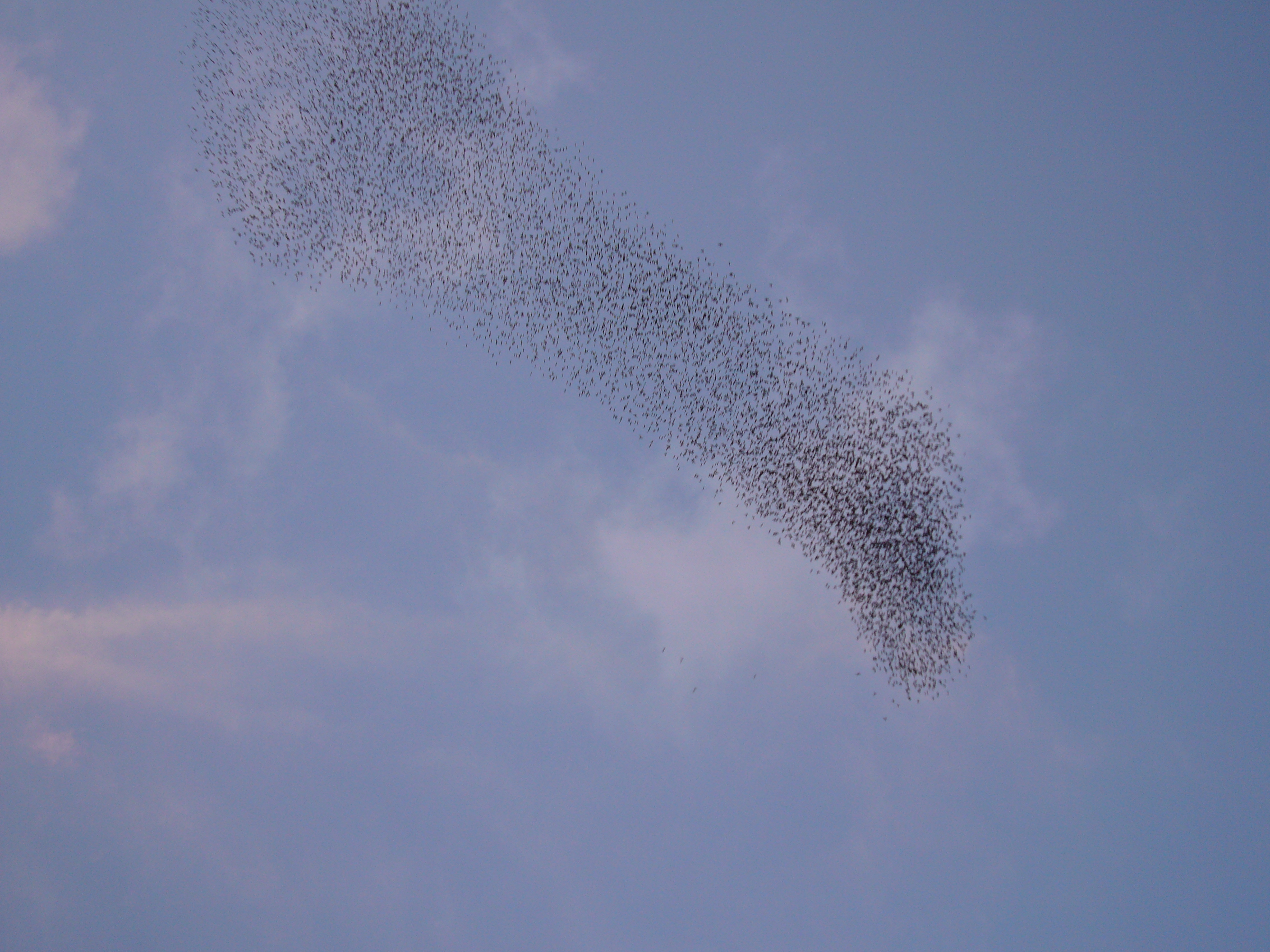
Storni che creano disegni nel cielo, fenomeno molto comune anche nelle città italiane

È un uccello molto gregario e si riunisce in stormi che possono contare diverse centinaia di individui. Dopo aver trascorso l'intera giornata nei campi o nei parchi alla ricerca di cibo, la sera i gruppi di storni si dirigono verso i "dormitori", costituiti da canneti o gruppi di alberi, dove, prima di trascorrere la notte, si contendono chiassosamente le postazioni migliori.
Talvolta gli stormi di questi uccelli vengono attaccati dal falco pellegrino, dal quale si difendono con straordinarie evoluzioni di gruppo che disorientano il predatore e che curiosamente ricordano le strategie difensive dei banchi di pesci.

### Alimentazione
Si nutre di insetti che cerca razzolando nel terreno, frutta come fichi, nespole, ciliegie, olive e cachi,  semi e talvolta di piccoli vertebrati.

### Riproduzione
Lo storno effettua spesso più di una covata all'anno, per lo più tre. Costruisce il nido nelle cavità naturali degli alberi o delle rocce, o in cavità artificiali (tetti, grondaie, cornicioni). La femmina depone 4-9 uova azzurre che cova insieme con il partner per un paio di settimane. Dopo una ventina di giorni dalla nascita, i giovani storni abbandonano il nido.
Nelle popolazioni di storni è possibile osservare un particolare comportamento, il fenomeno del parassitismo di covata intraspecifico; le femmine depongono facoltativamente delle uova nei nidi custoditi da altre femmine della stessa specie, un espediente che probabilmente ha lo scopo di aumentare la produzione di uova e/o di preservare la progenie, in caso di morte del genitore.

### Spostamenti
Lo storno è un uccello che non può essere definito migratore, né stanziale, perlomeno in Italia. Infatti, alcune popolazioni svernano nelle regioni dell'Italia meridionale per poi migrare nelle regioni settentrionali ai primi caldi, mentre altre popolazioni sono stanziali.

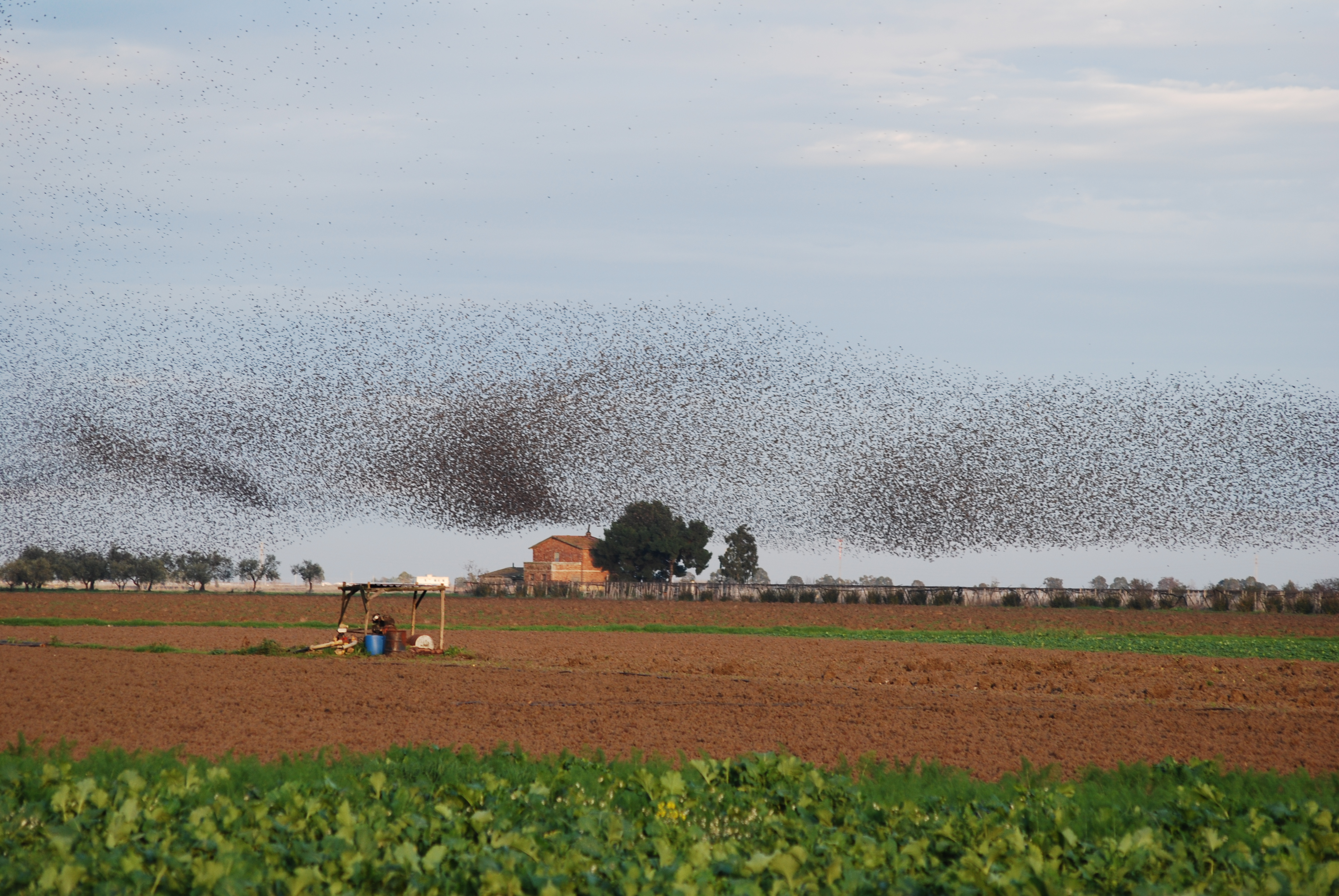
Stormo di storni presso Zapponeta

### Relazioni con l'uomo
Lo storno è considerato un uccello nocivo per le coltivazioni di frutta e olive e per le semine, perché grandi stormi di questi volatili possono distruggere interi raccolti.

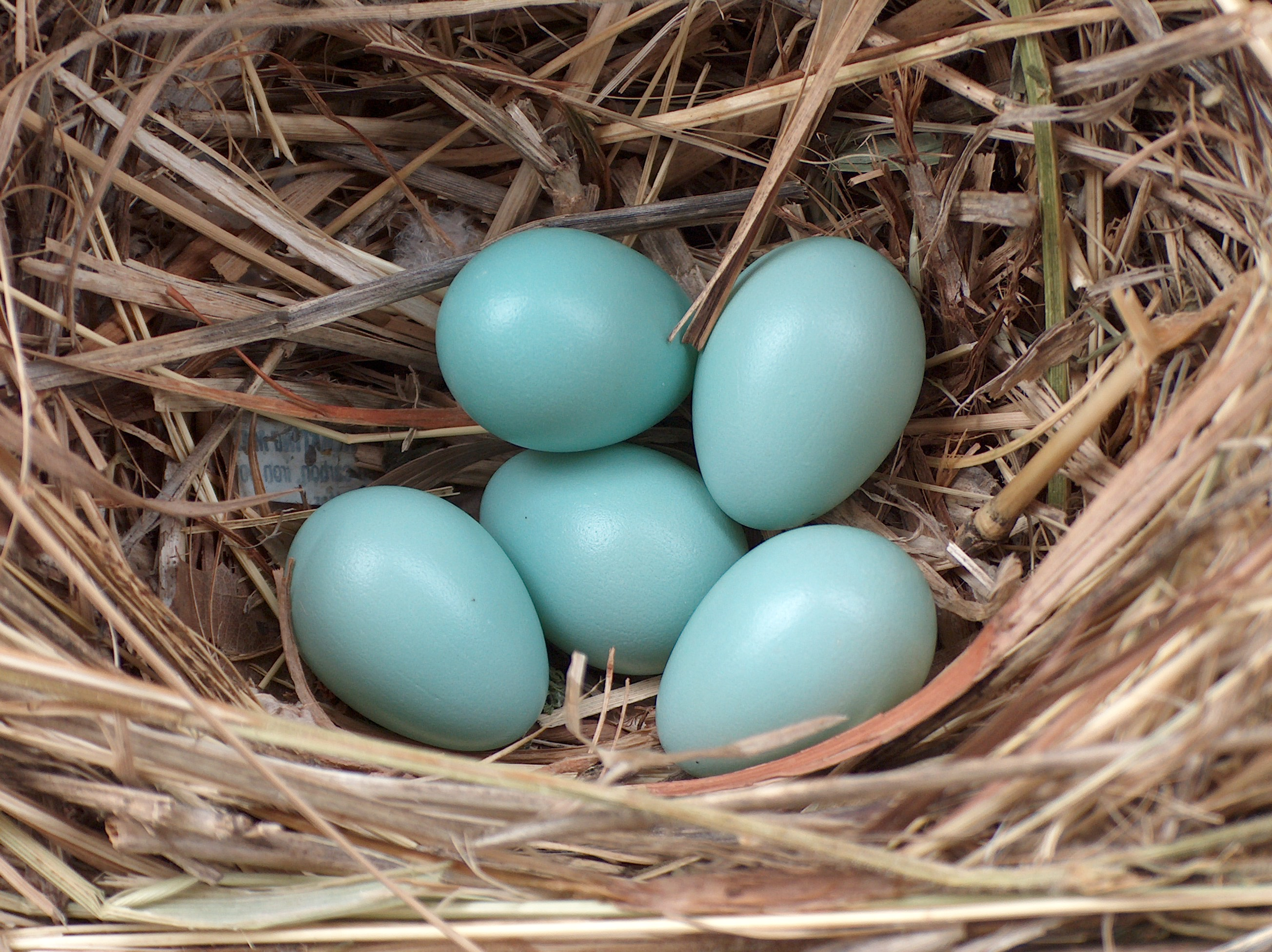
Nido di storno con le uova dal caratteristico colore azzurro

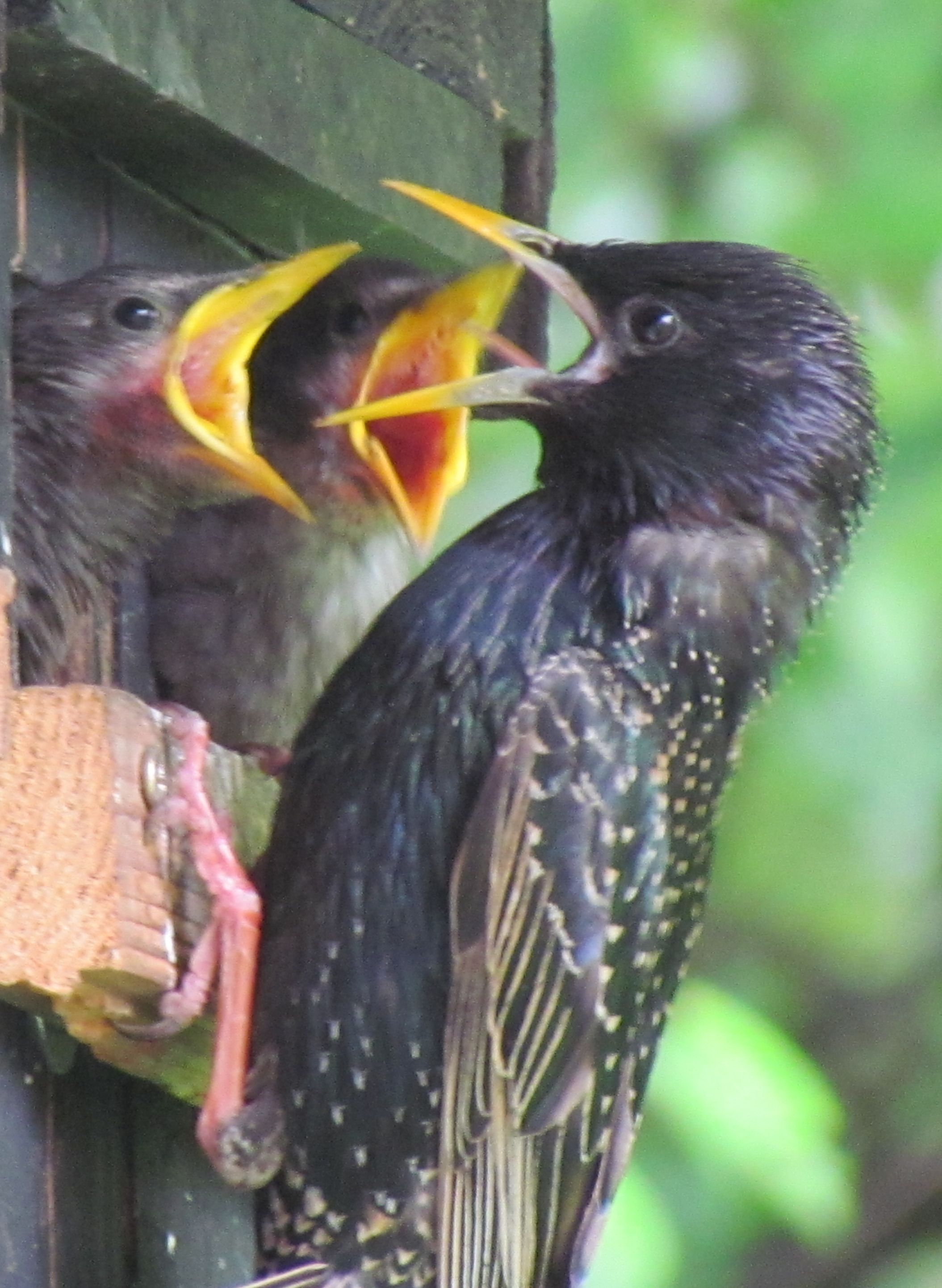
Alimentazione dei nidiacei

Ciononostante, in Italia e in molti paesi europei, lo storno è un uccello protetto. Inoltre, studi recenti hanno dimostrato come le feci di storno, presenti in grosse quantità nei centri urbani (soprattutto sotto gli alberi scelti come dormitori), possano favorire la diffusione di alcune malattie micetiche, protozoarie, virali, parassitarie e batteriche.
Per questi motivi sono in corso dei piani di controllo per limitare il numero di questi volatili soprattutto in prossimità delle città.

## Specie simili
Lo storno può essere confuso con il merlo da osservatori poco attenti anche perché i due uccelli frequentano gli stessi habitat cittadini. Si distingue dal merlo perché:
- il piumaggio è iridescente e di solito maculato di chiaro anziché nero (nel maschio del merlo) o bruno (nella femmina);
- le ali sono triangolari e più corte;
- la coda è più corta;
- a terra cammina mentre il merlo per lo più saltella;
- è molto più sociale;
- il volo è molto veloce e ha una traiettoria rettilinea.
- il becco dello storno è appuntito, quello del merlo arrotondato.
- le femmine di storno sono nere chiazzate di bianco, quelle di merlo marroni scuro.